# Leopold Ružička

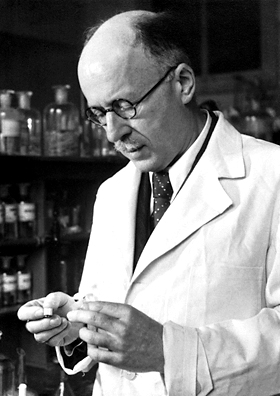
Leopold Ružićka (1939)

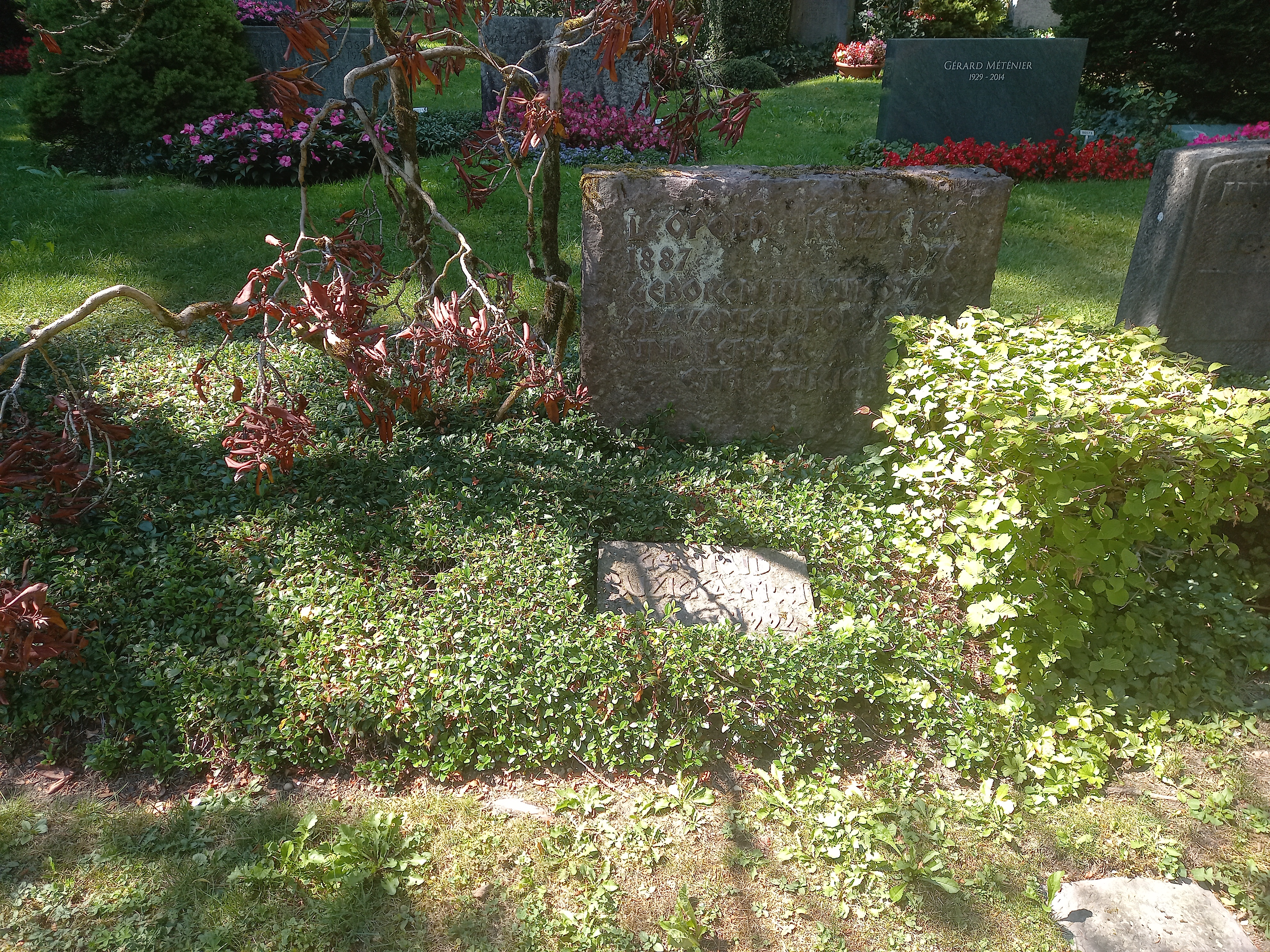
Das Grab von Leopold Ružička und seiner Ehefrau Gertrud Frei auf dem Friedhof Fluntern in Zürich

Leopold Ružička (* 13. September 1887 als Lavoslav Stjepan Ružička in Vukovar, Königreich Kroatien und Slawonien, Österreich-Ungarn; † 26. September 1976 in Mammern, Kanton Thurgau, Schweiz) war ein Schweizer Chemiker und Hochschullehrer mit kroatischen Wurzeln.

## Leben
Ružička war der Sohn des Küfers Stjepan Ružička und seiner Ehefrau Ljubica Sever. Zu seinen Vorfahren zählten unter anderem Donauschwaben, Tschechen und Österreicher; seine Urgroßeltern waren fünf Kroaten, ein Tscheche, von dem der Name Ružička stammt, ein Oberösterreicher und dessen aus Württemberg stammende Frau. Obwohl sein Vater bereits 1891 starb, schaffte es Ružička, in Osijek die Matura abzulegen. 1906 immatrikulierte er sich an der Technischen Hochschule Karlsruhe für das Fach Chemie, wobei er sich hauptsächlich für die organische Chemie interessierte. Nach der Promotion 1910 wurde er Assistent seines Doktorvaters Hermann Staudinger und folgte diesem 1912 nach Zürich, nachdem Staudinger einen Ruf an die ETH Zürich erhalten hatte.

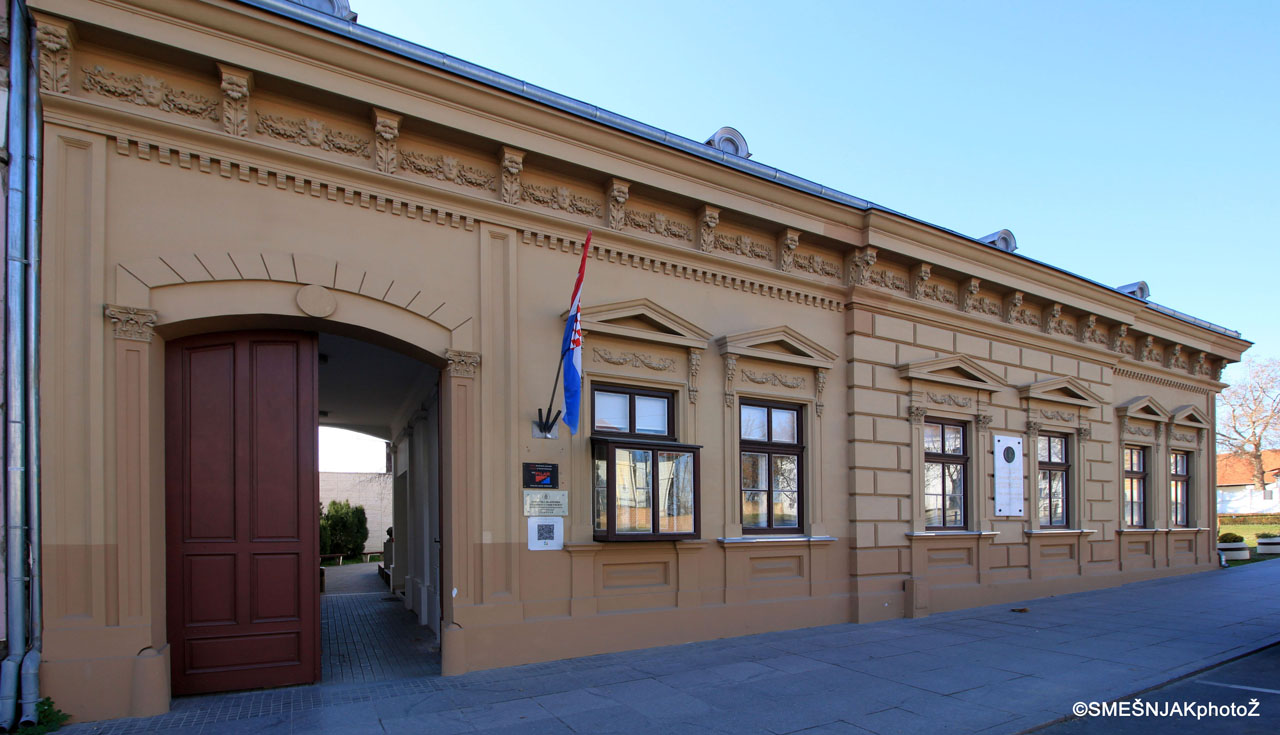
Gedenkmuseum für Leopold Ružička in seinem Geburtshaus in Vukovar, Kroatien.

Im selben Jahr heiratete er Anna Hausmann. 1918 erhielt er das Bürgerrecht von Zürich. Als er sich 1916 für seine Habilitation einem eigenen Forschungsgebiet zuwandte, kam es zum Bruch mit Staudinger. Um seinen Lebensunterhalt und seine wissenschaftlichen Arbeitsmöglichkeiten zu sichern, begann Ružička für die Parfümfabrik Haarmann & Reimer in Holzminden zu arbeiten. 1918 legte er an der ETH seine Habilitationsschrift vor, für die sich alsbald das Chemieunternehmen Ciba in Basel interessierte. 1920 wurde er Privatdozent an der Universität Zürich, was er bis 1925 blieb. 1921 boten ihm die Parfumeure Chuit, Naef & Firmenich aus Genf eine äußerst lukrative Zusammenarbeit an. 1923 wurde er an der ETH zum Titularprofessor ernannt. Wegen mangelnder Unterstützung an der ETH und besserer Arbeitsmöglichkeiten in der Genfer Industrie siedelte Ružička 1926 nach Genf über. Noch im selben Jahr erhielt er eine Berufung an die Universität Utrecht, wo er von Oktober 1926 bis 1929 als Professor für organische Chemie lehrte und forschte.
1929 nahm er das Angebot an, als Nachfolger von Richard Kuhn an die ETH zurückzukehren. Er ließ sich definitiv in Zürich nieder, wo er in der Nähe der Hochschule ein Haus baute. An der ETH widmete er sich zunächst dem Ausbau des von seinen Vorgängern vernachlässigten Laboratoriums. Das fruchtbare wissenschaftliche Umfeld und der steigende Bedarf der chemischen Industrie an Spezialisten sorgten für regen Zustrom ans Institut. Unter seinen Mitarbeitern ist besonders Tadeus Reichstein zu erwähnen, der 1938 an die Universität Basel wechselte und 1950 den Nobelpreis für Medizin erhielt. 1951 heiratete Ružička in zweiter Ehe Gertrud Acklin. Beide Ehen blieben kinderlos. 1957 wurde er emeritiert. Er starb im September 1976 im Alter von 89 Jahren und wurde auf dem Friedhof Fluntern beigesetzt.

## Werk
Ružička erwarb sich durch seine Arbeiten über Terpene, Steroide und männliche Sexualhormone sowie vielgliedrige Ringe hohes wissenschaftliches Ansehen. Er galt als Herr der Kohlenstoffringe, wobei er sich vor allem mit nicht-aromatischen (alicyclischen) Ringstrukturen befasste. Dabei erweiterte er die Kenntnis ungewöhnlicher Ringstrukturen in der organischen Chemie um Ringe mit bis zu 17 Gliedern, was zuvor für unmöglich gehalten wurde, ähnlich wie seinerzeit Ringe mit sehr wenigen Kohlenstoffatomen (weniger als sechs) bis zur Arbeit von William Henry Perkin junior, die Ruzicka als Inspiration diente. Versuche zur Synthese von Ringen mit 9 Kohlenstoffatomen durch Nikolai Dmitrijewitsch Selinski und Richard Willstätter waren zuvor gescheitert und man hielt acht Kohlenstoffatome für eine obere Grenze.
Er arbeitete für die Duftstoffindustrie (wo vielfach Terpene Anwendung finden) und synthetisierte Moscin, den Hauptbestandteil von Moschus und Zibet, die vorher nur als sehr teure Naturstoffe aus in ihrem Bestand bedrohten Tierarten verfügbar waren. Er bestimmte die Struktur der männlichen Sexualhormone Testosteron und Androsteron und synthetisierte diese. Er war einer der wichtigsten Pioniere auf dem Gebiet der Terpene neben Otto Wallach und Adolf von Baeyer und formulierte 1922 die schon Wallach bekannte Biogenetische Terpenregel (der Name stammt von ihm).
Ružička fand und synthetisierte aus der Chrysanthemenart Chrysanthemum cinerariifolium (früher Pyrethrum cinerariaefolium) wirksame Insektizide vom Typ der Pyrethrine.

## Ehrungen
1939 wurde Ružička zusammen mit Adolf Butenandt für seine Arbeiten über Polymethylene und höhere Terpenverbindungen der Nobelpreis für Chemie verliehen.
Neben vielen anderen Ehrungen erhielt er insgesamt acht Ehrendoktorwürden. Er war Mitglied zahlreicher wissenschaftlicher Akademien; 1932 wurde er zum Mitglied der Deutschen Akademie der Naturforscher Leopoldina und 1936 der Königlichen Akademie von Belgien gewählt. 1938 wurde Ružička in die American Academy of Arts and Sciences gewählt, 1940 in die Königlich Niederländische Akademie der Wissenschaften und 1944 in die National Academy of Sciences.
Die ETH verleiht jährlich den von der chemischen Industrie gestifteten Ružička-Preis an in der Schweiz arbeitende junge Chemiker.

## Sonstiges
Ružička engagierte sich auch politisch, unter anderem im Schweizerisch-Jugoslawischen Hilfsverein und gegen Kernwaffen. Im Zweiten Weltkrieg unterstützte er die kommunistischen Partisanen auf dem Balkan, die gegen die deutschen und italienischen Besatzer kämpften. Ružička machte sich auch einen Namen als Kunstsammler: Er schenkte dem Kunsthaus Zürich eine Reihe von Gemälden niederländischer Meister und rief eine Ružička-Stiftung ins Leben, die das Ziel verfolgte, diese Sammlung im Zürcher Kunsthaus zu ergänzen.

## Schriften

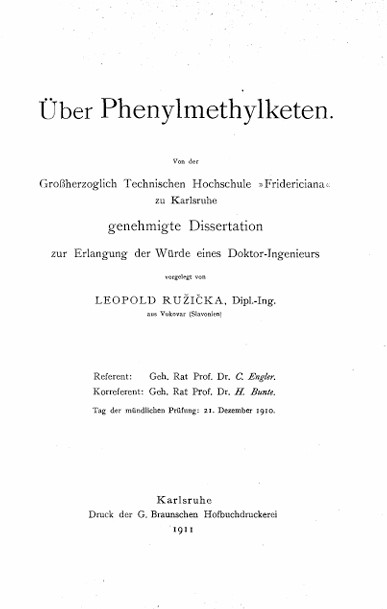
Dissertation Karlsruhe 1911

- L. Ruzicka: Zur Kenntnis der Wagnerschen Umlagerung. Einleitung und Zusammenfassung. In: Helvetica Chimica Acta. Band 1, Nr. 1, 1918, S. 110–133, doi:10.1002/hlca.19180010111.
- L. Ruzicka, E. Capato: Höhere Terpenverbindungen XXIV. Ringbildungen bei Sesquiterpenen. Totalsynthese des Bisabolens und eines Hexahydro‐cadalins. In: Helvetica Chimica Acta. Band 8, Nr. 1, 1925, S. 259–274, doi:10.1002/hlca.19250080144.
- Über den Bau der organischen Materie,  Antrittsrede am 10. Dezember 1926 in der Aula der Reichsuniversität zu Utrecht,  J. van Druten, Utrecht [um 1926], DNB 361659598, (Habilitationsschrift Universität Utrecht, 26 Seiten, 8).
- mit M. Stoll, H. W. Huyser, A. Boekenoogen: Herstellung und physikalische Daten verschiedener C-Ringe bis zum 32-Ring, Helvetica Chimica Acta, Band 13, 1930, S. 1152–1185
- Konstitution des Cholesterins und der Gallensäuren, Helvetica Chimica Acta, Band 16, 1932, S. 216–227;
- Synthese einer Verbindung von den Eigenschaften des Testikelhormons, Helvetica Chimica Acta, Band 17, 1934, S. 1389–1394;
- Synthese des Testikelhormons (Androsteron) und Stereoisomerer desselben, Helvetica Chimica Acta, Band 17, 1934, S. 1395–1406;
- Derivate des synthetischen Androsterons und einiger seiner Stereoisomeren, Helvetica Chimica Acta, Band 18,|1935, S. 210–218;
- The Isoprene Rule and the Biogenesis of Terpenic Compounds, Experientia, Band 9, 1953, S. 357–367
- History of the Isoprene Rule, in: Proceedings of the Chemical Soc. 1959, S. 341–360
- In the Borderland between Bioorganic Chemistry and Biochemistry, Annual Review of Biochemistry, Band 42, 1973, S. 1–20